# Le Mystère de Marie Roget (film)
Pour plus de détails, voir Fiche technique et Distribution.
Le Mystère de Marie Roget (The Mystery of Marie Roget) est un film américain réalisé par Phil Rosen, sorti en 1942.
Le film est tiré de la nouvelle Le Mystère de Marie Roget d'Edgar Allan Poe.

## Fiche technique
Sauf indication contraire, les informations mentionnées dans cette section peuvent être confirmées par la base de données cinématographiques IMDb,  présente dans la section « Liens externes ».
- Titre français : Le Mystère de Marie Roget[1]
- Titre original : The Mystery of Marie Roget
- Réalisation : Phil Rosen
- Scénario : Michael Jacoby d'après Le Mystère de Marie Roget d'Edgar Allan Poe
- Photographie : Elwood Bredell
- Pays de production :  États-Unis
- Format : Noir et blanc - 1,37:1 - Mono
- Genre : Drame, film noir
- Date de sortie : 
  - États-Unis : 23 avril 1942

## Distribution
- Patric Knowles : Dr Paul Dupin
- María Montez : Marie Roget
- Maria Ouspenskaïa : Mme Cecile Roget
- John Litel : M. Henri Beauvais
- Edward Norris : Marcel Vigneaux
- Lloyd Corrigan : Préfet Gobelin
- Frank Reicher : Magistrat
- Charles Middleton : Conservateur du zoo
- Reed Hadley : Officier de la marine
- Charles Wagenheim : Employé de préfecture
- Paul E. Burns : Jardinier